# Sussex (rasă de găini)
Sussex este o rasă veche de găini domestice, creată în Anglia. Originea ei nu se cunoaște precis, însă se crede că derivă din aceeași rasă veche ca și rasa Dorking, avându-se în vedere asemănările ce există între aceste două rase.
Rasa Sussex are trei varietăți: herminată-deschis, roșie și pestriță, cea mai apreciată și singura răspândită la noi fiind cea herminată.
Producția anuală de ouă este de 160 - 180 de bucăți, cu greutatea de 60 - 65 g, adică de 10 - 12 kg masă-ouă. Ouatul în timpul lunilor de iarnă este intens, din acest punct de vedere rasa Sussex nefiind întrecută de nicio rasă mixtă. Precocitatea ouatului este destul de accentuată, puicile începând ouatul, de obicei, la vârsta de 7 luni; se pot cita însă numeroase cazuri când puicile Sussex au început să ouă la 6 și chiar 5 luni. Ouăle au coaja pigmentată în roz sau brun-roșcat.
Producția de carne este deosebit de importantă la rasa Sussex atât din punct de vedere cantitativ, cât și din punct de vedere calitativ. Greutatea corporală la cocoș este de 4,0 - 4,2 kg și la găină de 3,0 - 3,2 kg. Carnea este foarte gustoasă și renumită pentru calitatea ei superioară. Păsările au un schelet fin și un randament ridicat la tăiere. Precocitatea mare a puilor în ceea ce privește creșterea (o puică la 6 luni ajunge la greutatea de 2 kg) și aptitudinea foarte mare de îngrășare dau posibilitatea de a se obține într-un timp scurt carne de calitate superioară.
Păsările din rasa Sussex, rustice și rezistente, suportă bine temperaturile scăzute ale iernilor din România și se adaptează foarte bine la climatul nostru. Crescute în libertate, păsările din rasa Sussex își caută cu hărnicie hrana, depărtându-se mult de adăpost. Nu au nevoie de împrejmuiri înalte, deoarece nu sar peste 1,8 m.
Găinile clocesc bine și de obicei, cad cloști mai de timpuriu decât găinile altor rase mixte și își îngrijesc puii deosebit de bine. Puii sunt rustici și rezistenți, crescându-se cu ușurință.